# 阿爾吉冰川
82°8′S 162°5′E / 82.133°S 162.083°E
阿爾吉冰川（英語：Algie Glacier）是南極洲的冰川，位於沙克爾頓海岸，全長50公里，最終在納什山脈以西注入尼姆羅德冰川，現時由南極條約體系管理。